# Oriongürtel
Oriongürtel, auch Gürtel des Orion (englisch Orion’s Belt), wird eine auffällige Sternreihe in der Mitte des Sternbildes Orion genannt, die mit den Gürtelsternen Mintaka (δ Ori), Alnilam (ε Ori) und Alnitak (ζ Ori) gebildet wird. Deren Sternörter sind nahe dem Himmelsäquator (→ Äquatoriales Koordinatensystem).

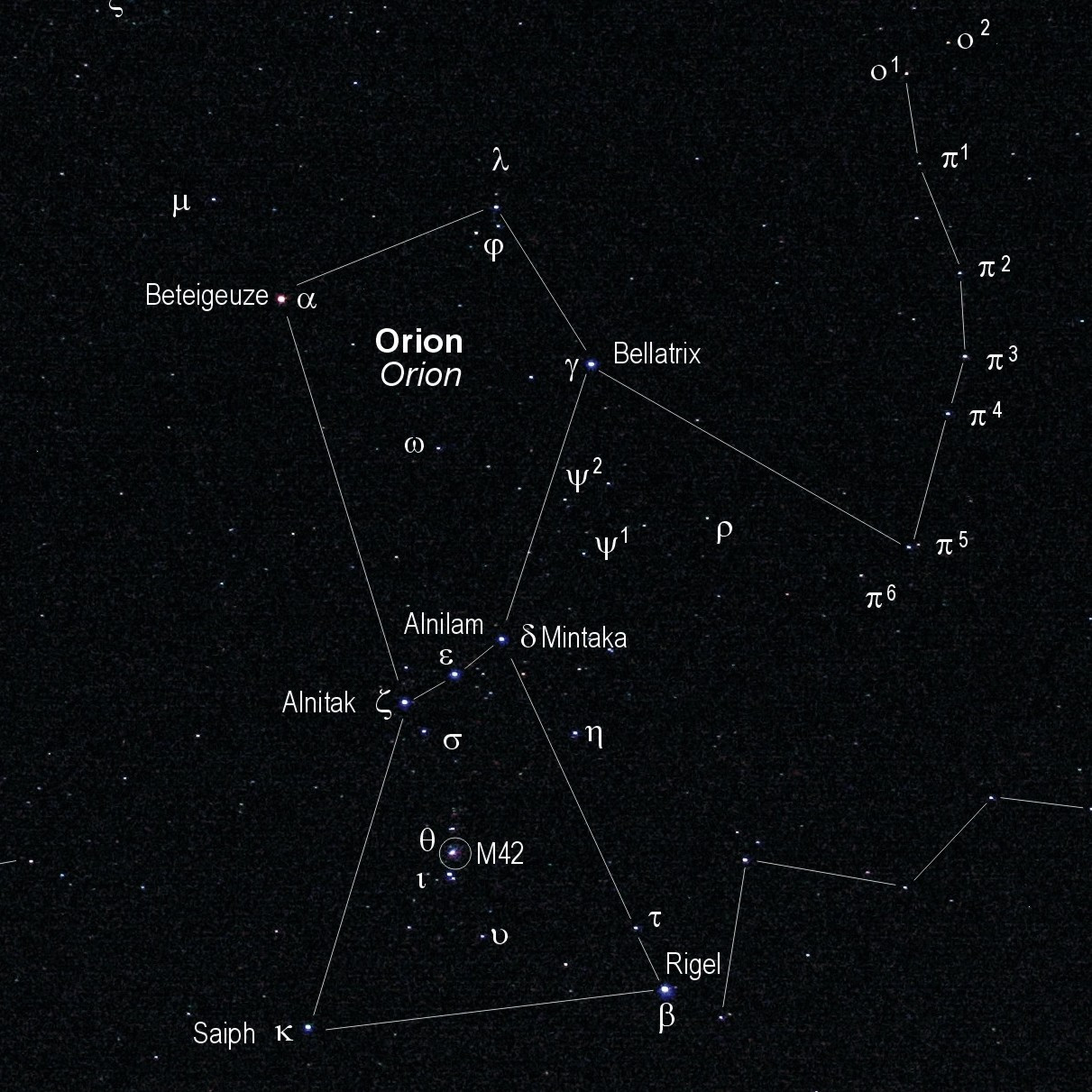
Sternbild Orion mit den drei Gürtelsternen δ, ε und ζ

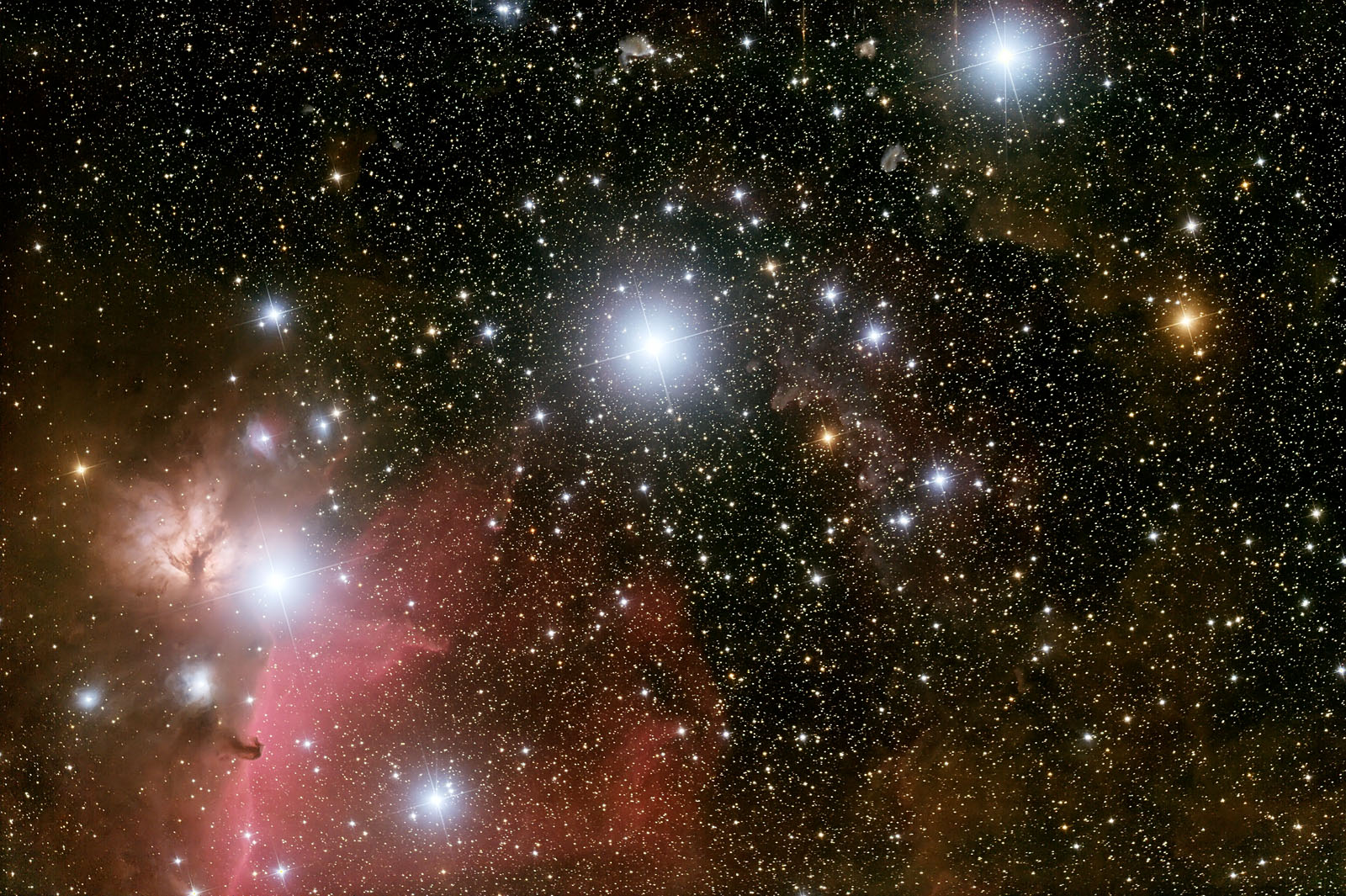
Die drei Gürtelsterne im Orion: Mintaka (δ Ori) rechts, Alnilam (ε Ori) Mitte, Alnitak (ζ Ori) links – daneben der Flammennebel sowie darunter der Pferdekopfnebel und auch σ Ori

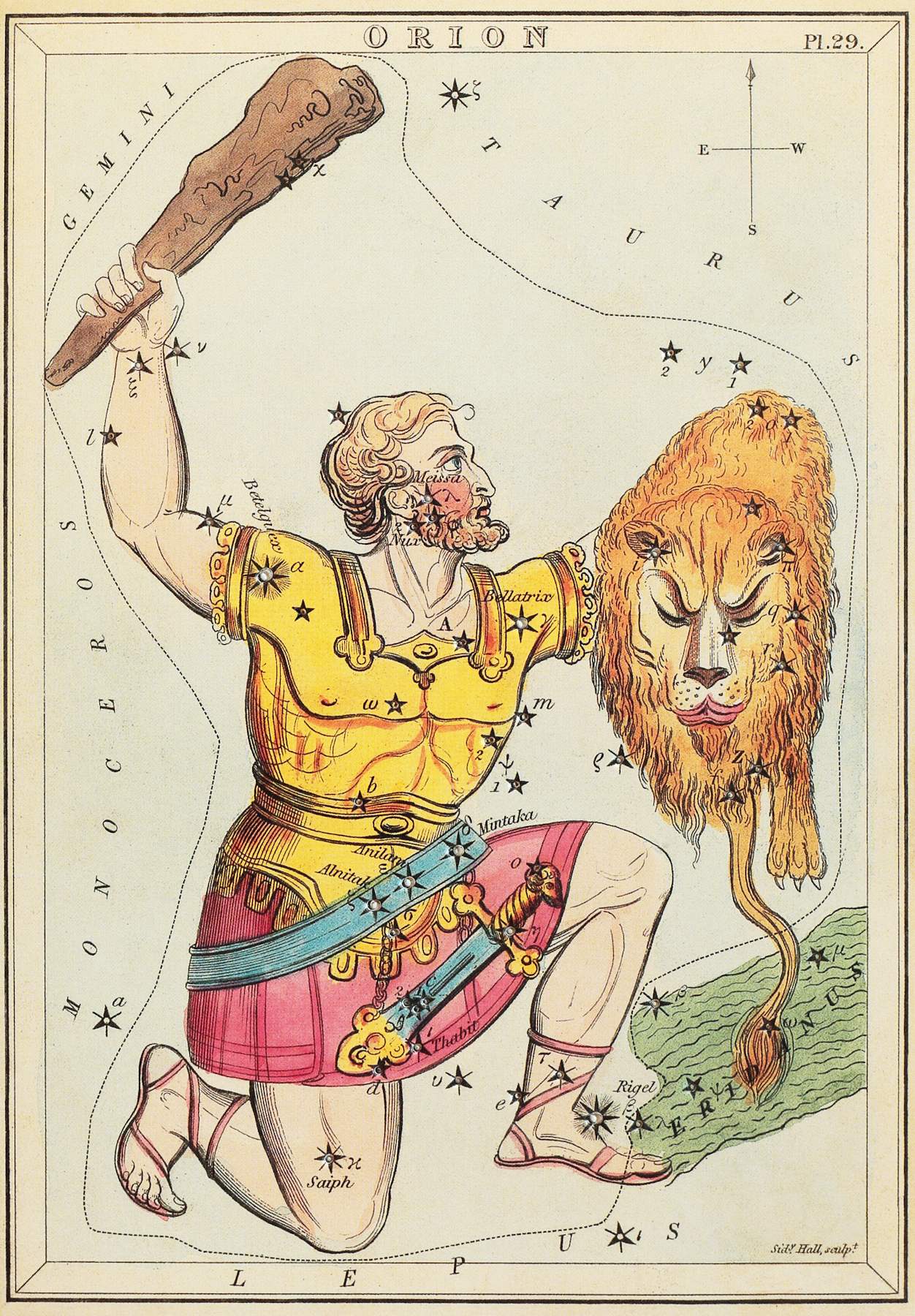
Karte des Sternbilds Orion mit hinterlegter Darstellung des Jägers Orion der griechischen Mythologie (London, 1825), Oriongürtel blau.

Diese drei hellen Sterne zweiter Größe liegen in etwa 1° Abstand scheinbar nahe beieinander. Sie lassen sich in der Vorstellung miteinander verbinden und bilden so eine Reihe auf einer gedachten, fast geraden Linie. Aufgefasst als Sterne eines Gürtels gehen ihre Namen auf die mittelalterliche arabische Astronomie zurück.
Der Stern in der Gürtelmitte, Alnilam oder Epsilon Orionis (ε Ori), hat nach Rigel (β Ori) und Beteigeuze (α Ori) als Sternen erster Größe sowie Bellatrix (γ Ori) die viertstärkste scheinbare Helligkeit im Orion, aber eine erheblich größere Entfernung als diese von der Sonne. Er ist auch noch weiter entfernt als die etwas schwächeren äußeren Sterne des Oriongürtels, Mintaka oder Delta Orionis (δ Ori) westlich (bzw. rechts) und Alnitak oder Zeta Orionis (ζ Ori) östlich (bzw. links). Alnilam und Alnitak gehören zusammen mit weit über hundert deutlich lichtschwächeren Sternen ähnlichen Alters zu einem offenen Sternhaufen in ungefähr 1300 Lichtjahren Entfernung: Collinder 70, dessen scheinbare Größe rund 3° beträgt.
In der Umgebung des Oriongürtels sind verschiedene rund 1500 Lichtjahre entfernte Zonen der Sternentstehung der Milchstraße beobachtbar, die zum Orion-Komplex gehören. Dazu zählt u. a. neben dem Flammennebel und dem Pferdekopfnebel auch der freiäugig sichtbare Orionnebel (M 42) weiter südlich (bzw. unterhalb) im sogenannten „Schwertgehänge“.
Mit den zum Gürtel verbundenen Sternen als Hilfslinie lässt sich in etwa sechseinhalbfacher Verlängerung nach links der hellste Stern auffinden, Sirius (α CMa) im Sternbild Großer Hund; nach rechts ist in etwa ähnlichem Abstand Aldebaran (α Tau) im Sternbild Stier zu finden.

## Benennung und kulturelle Rezeption
Das Sternbild Orion trägt seinen in der westlichen Kultur und der Fachastronomie gebräuchlichen Namen nach dem Jäger Orion der griechischen Mythologie. Bei Hinterlegung des Sternbilds mit einer bildlichen Darstellung des Jägers markieren die Sterne des Oriongürtels den Gürtel seiner Kleidung.
Im Europa des Mittelalters wurde die Reihe dieser drei Sterne auch Jakobsstab oder Jakobsleiter genannt.
In Spanien, Portugal und Südamerika als katholisch übergeprägtem Kulturraum ist daneben für diese der Name Tres Marías bzw. Três Marias („Drei Marien“) geläufig.

## Lage und Erscheinung

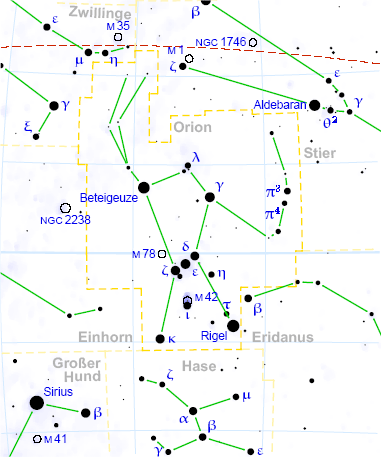
Orion und angrenzende Sternbilder – die Gürtelsterne liegen nahezu auf dem Himmelsäquator

An das Sternbild Orion grenzen die Sternbilder Zwillinge (Gemini), Stier (Taurus), Fluss Eridanus, Hase (Lepus) und Einhorn (Monoceros). Die drei letztgenannten sind dem Oriongürtel am nächsten.
Die markante Konstellation der Gürtelsterne im Orion hat eine dem Himmelsäquator sehr nahe Lage – die Beträge der Deklination liegen unter 2°. Daher stehen die Gürtelsterne für Beobachter auf der Erde, ausgenommen in den polnahen Gebieten, täglich knapp zwölf Stunden vollständig über dem Horizont. Am abendlichen Sternenhimmel sind sie im letzten und ersten Jahresviertel gut beobachtbar, also in Mitteleuropa vom Spätherbst bis zum Frühlingsbeginn.
Alnilam, der mittlere, ist scheinbar und auch absolut der hellste der drei Gürtelsterne. Hinsichtlich seiner sphärischen Koordinaten liegt er fast genau in der Mitte zwischen den Sternörtern der beiden äußeren. Der westliche Gürtelstern Mintaka (der rechte für Beobachter auf der nördlichen Hemisphäre) liegt nur ¼ Grad südlich des Himmelsäquators; durch die Präzession der Erdachse wird dieser Winkel um das Jahr 2080 vorübergehend Null.
Für Beobachter in mitteleuropäischen Breiten erscheint die Linie des Oriongürtels beim Aufgang etwa senkrecht zum Horizont und beim Untergang annähernd horizontparallel.
| Name            | Rektaszension | Deklination     | Helligkeit | Bemerkung                                                                          |
| --------------- | ------------- | --------------- | ---------- | ---------------------------------------------------------------------------------- |
| Mintaka (δ Ori) | 5h 32m 0,4s   | −0° 17′ 56.7″   | 2,2 mag    |                                                                                    |
| Alnilam (ε Ori) | 5h 36m 12,81s | −1° 12′ 6.9″    | 1,69 mag   | zwischen Mintaka und Alnitak etwa 0,07° südlich der Mitte (5h 36m 23s, −1° 7′ 15″) |
| Alnitak (ζ Ori) | 5h 40m 45,53s | −1° 56′ 34.265″ | 2,03 mag   |                                                                                    |

## Umgebung
Wenn man sich das Sternbild als die Gestalt eines einem zugewandten Jägers mit dem Kopf am Nordende (also von nördlichen Breiten aus beobachtet aufrecht stehend) vergegenwärtigt, hängt der Gürtel im Gesamtbild etwas zur rechten Körperseite (also in der Aufsicht nach links unten), wo Orions Schwert zu denken wäre. An dieser Sternreihe des Jagdgürtels hängt (in der Aufsicht) links der Köcher aus schwächeren Sternen, von denen je nach Sichtbedingungen drei oder vier mit freiem Auge sichtbar sind.
5° (entsprechend 3 Fingerbreit bei ausgestrecktem Arm) südlich des Mittelsterns des Gürtels strahlt freiäugig sichtbar der Orionnebel mit den Trapezsternen, auch das „Schwertgehänge“ des Oriongürtels genannt. Dies besteht aus einer kurzen Sternreihe, die sich von Norden nach Süden aus 42 Ori, θ Ori und ι Ori zusammensetzt, in deren Mitte sich als 4. Objekt der Nebelfleck einordnet. Er hat im Messier-Katalog die Bezeichnung  M42 und ist der hellste Emissionsnebel (also selbstleuchtend) am Sternhimmel. Zu Beginn der Astrofotografie vor etwa 150 Jahren war er wegen seiner hohen Flächenhelligkeit das erste Nebel-Objekt, das mit langen Belichtungszeiten erfolgreich aufgenommen wurde.
Im Orionnebel und bei den Gürtelsternen finden sich zahlreiche leuchtende  Gasnebel und fadenförmige Ausfransungen. In diesen sogenannten Elefantenrüsseln entstehen neue Sterne, wie man im infraroten Licht beobachten kann. Im Umkreis liegt eine riesige Gas- und Molekülwolke, die 1.500 Lichtjahre entfernt ist und im Infrarot den größten Teil des Orions ausfüllt.
Knapp südlich des südöstlichen Gürtelsterns Alnitak befindet sich der mit dem freien Auge nicht sichtbare Pferdekopfnebel. Diese Dunkelwolke direkt vor einem Emissionsnebel bildet ein kontrastreiches Objekt für Hobbyastronomen. Die leuchtende Hintergrund-Gaswolke ist Teil des ausgedehnten Orion-Komplexes und zieht sich in einem weiten, nördlich des Oriongürtels beginnenden Bogen von 10–15° Durchmesser um die Gürtelsterne herum und reicht südwärts fast bis zum Rigel.